# Bangui

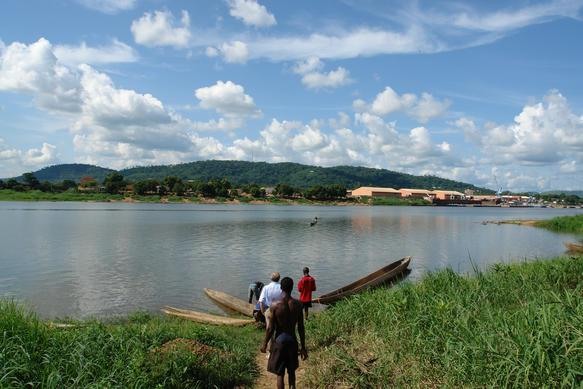
Am Ubangi in der Nähe Banguis

Bangui ([bãˈɡi], sango Bangî, französisch Bangui) ist die Hauptstadt der Zentralafrikanischen Republik. Mit 833.000 Einwohnern ist sie die größte Stadt sowie das politische, wirtschaftliche und kulturelle Zentrum des Landes. Sie ist die Hauptstadt der Präfektur Bangui, die außer Bangui noch zwei Vorstädte umfasst.

## Geographie
Die Stadt liegt im Südwesten des Landes am Fluss Ubangi an einer Stelle, wo mehrere Stromschnellen die kommerzielle Schifffahrt flussaufwärts einschränken. Der Ubangi bildet an dieser Stelle die Grenze zwischen der Zentralafrikanischen Republik und der Demokratischen Republik Kongo.

## Bevölkerung
Die Bevölkerung stieg von 42.000 Einwohnern im Jahre 1950 auf knapp 833.000 im Jahre 2017 an. Zahlen sind Schätzungen und haben eine hohe Unsicherheit.
| Jahr | Einwohner |
| ---- | --------- |
| 1950 | 042.000   |
| 1960 | 094.000   |
| 1970 | 204.000   |
| 1980 | 347.000   |
| 1990 | 467.000   |
| 2000 | 579.000   |
| 2010 | 717.000   |
| 2017 | 833.000   |

## Stadtgliederung
- Karte mit allen Koordinaten:
- OSM |
- WikiMap

Bangui wird verwaltungsmäßig in acht Arrondissements gegliedert (mit der Bevölkerung zur Volkszählung 8. Dezember 2003):
| Nr.       | Name                | Fläche km² | Bevölkerung 8. Dez. 2003 | Anzahl quartiers | Koordinaten                 |
| --------- | ------------------- | ---------- | ------------------------ | ---------------- | --------------------------- |
| 1er       | Balabala Oko        | 8,08       | 11.833                   | 15               | 4° 21′ 45″ N, 18° 34′ 58″ O |
| 2e        | Balabala Ôta        | 5,48       | 65.391                   | 26               | 4° 22′ 6″ N, 18° 33′ 34″ O  |
| 3e        | Balabala Usé        | 5,10       | 98.398                   | 29               | 4° 22′ 30″ N, 18° 32′ 37″ O |
| 4e        | Balabala Usiô       | 11,10      | 99.643                   | 30               | 4° 24′ 14″ N, 18° 33′ 53″ O |
| 5e        | Balabala Oku        | 6,40       | 135.141                  | 27               | 4° 23′ 32″ N, 18° 32′ 52″ O |
| 6e        | Balabala Ômènè      | 6,70       | 85.320                   | 22               | 4° 21′ 31″ N, 18° 32′ 35″ O |
| 7e        | Balabala Mbarambara | 17,92      | 46.708                   | 38               | 4° 22′ 32″ N, 18° 36′ 12″ O |
| 8e        | Balabala Miombé     | 6,22       | 80.337                   | 18               | 4° 24′ 38″ N, 18° 32′ 19″ O |
| insgesamt | Ville de Bangui     | 67,00      | 622.771                  | 205              | 4° 21′ 41″ N, 18° 33′ 19″ O |

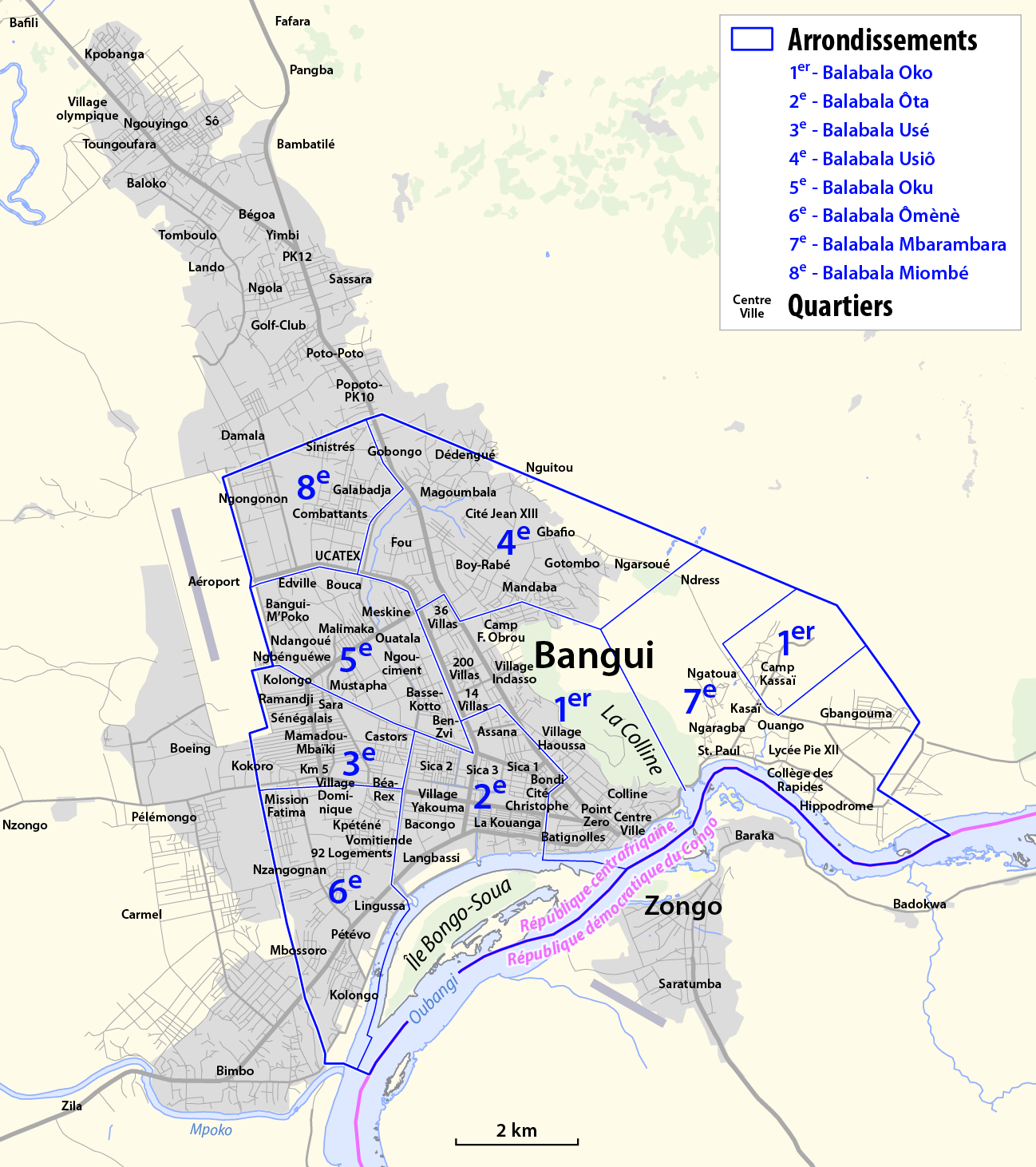
Arrondissements und Quartiers in der Agglomeration von Bangui

Die Arrondissements werden noch weiter in 16 groupements und darunter in 205 quartiers untergliedert.

## Geschichte
Die Stadt wurde 1889 als französischer Militärstützpunkt gegründet, welcher sich bereits 1898 während der Faschoda-Krise als strategisch wichtig zeigte. 1910 wurde die Stadt offiziell Hauptstadt von Ubangi-Schari, einer Provinz von Französisch-Äquatorialafrika. Ubangi-Schari wurde 1958 eine autonome Republik innerhalb der französischen Gemeinschaft, aus welcher 1960 die Zentralafrikanische Republik als unabhängiger Staat hervorging.
Im März 1986 stürzte ein französisches Kampfflugzeug über bewohntem Gebiet ab und tötete 35 Menschen.

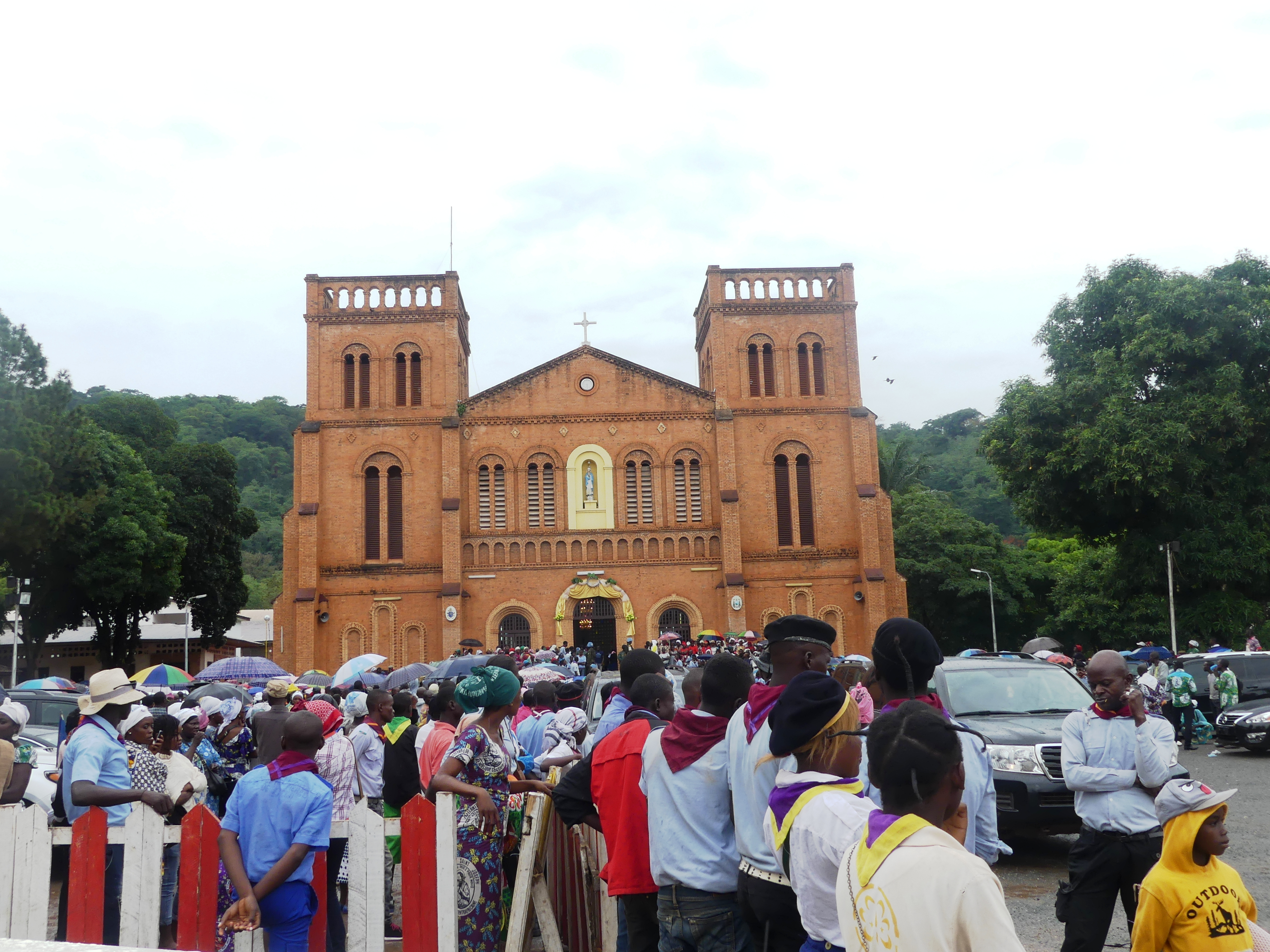
Kathedrale von Bangui

Nach dem Putsch der Séléka-Rebellen kam es in Bangui zu Plünderungen und bewaffneten Übergriffen.

## Religion
Bangui ist seit 1955 Sitz des römisch-katholischen Erzbistums Bangui, das aus einer 1909 errichteten Apostolischen Präfektur hervorgegangen war. Hauptkirche ist die Kathedrale Notre-Dame de l’Immaculée Conception (Unbefleckte Empfängnis Mariens).

## Bildung
In der Stadt befindet sich die Universität von Bangui, die 1969 gegründet wurde. Sie ist neben der internationalen Euclid-Universität eine von zwei Universitäten des Landes.

## Sehenswürdigkeiten
Typisch für Bangui sind die breiten Straßen, den Stadtmittelpunkt bildet der Place de la République. Dort befindet sich ein Triumphbogen des ehemaligen Kaisers Bokassa in römischem Stil.
Ebenfalls sehenswert ist der Markt und die Avenue Boganda, beides Zentren afrikanischen Lebens.

## Wirtschaft
Wichtige Wirtschaftszweige der Stadt sind die Textilindustrie, die Produktion von Lebensmitteln, Bier, Säften, Gemüse und Seife. Exportiert werden Diamanten, Holz, Baumwolle sowie die Sisal-Agave.

## Verkehr
Bangui ist durch den Bangui M’Poko International Airport an den internationalen Flugverkehr angebunden. Fähren über den Ubangi verkehren nach Brazzaville und Zongo. Straßen verbinden die Stadt mit Kamerun, Tschad und dem Sudan.

## Sport
Bekannte Fußballclubs sind der UBSC Bangui, der Sportive Mouara Bangui, der Sodiam Sports Bangui und der Petroca AS Bangui.

## Klima
Bangui besitzt ein tropisches Klima mit einer Trockenzeit. Die Monate Dezember, Januar und Februar sind arid.
|                       | Jan  | Feb  | Mär  | Apr  | Mai  | Jun  | Jul  | Aug  | Sep  | Okt  | Nov  | Dez  |   |      |
| Mittl. Tagesmax. (°C) | 32,9 | 33,9 | 33,5 | 32,9 | 31,9 | 30,9 | 29,9 | 29,9 | 30,6 | 30,7 | 31,4 | 31,8 | ⌀ | 31,7 |
| Mittl. Tagesmin. (°C) | 19,5 | 20,2 | 21,3 | 21,4 | 21,1 | 19,7 | 20,3 | 20,3 | 20,2 | 20,2 | 20,0 | 19,3 | ⌀ | 20,3 |
|                       |      |      |      |      |      |      |      |      |      |      |      |      |   |      |
| Niederschlag (mm)     | 20   | 39   | 116  | 142  | 167  | 134  | 174  | 240  | 185  | 190  | 89   | 24   | Σ | 1520 |
|                       |      |      |      |      |      |      |      |      |      |      |      |      |   |      |
| Sonnenstunden (h/d)   | 5,5  | 6,3  | 5,9  | 6,2  | 5,6  | 4,9  | 3,8  | 4,0  | 4,9  | 4,9  | 5,6  | 5,9  | ⌀ | 5,3  |
|                       |      |      |      |      |      |      |      |      |      |      |      |      |   |      |
| Regentage (d)         | 2    | 3    | 7    | 8    | 11   | 11   | 11   | 14   | 15   | 15   | 7    | 3    | Σ | 107  |
|                       |      |      |      |      |      |      |      |      |      |      |      |      |   |      |
| Luftfeuchtigkeit (%)  | 70   | 64   | 71   | 76   | 79   | 81   | 83   | 83   | 83   | 83   | 81   | 75   | ⌀ | 77,5 |

| 19,5 |

| 20,2 |

| 21,3 |

| 21,4 |

| 21,1 |

| 19,7 |

| 20,3 |

| 20,3 |

| 20,2 |

| 20,2 |

| 20,0 |

| 19,3 |

| 19,5 |

| 20,2 |

| 21,3 |

| 21,4 |

| 21,1 |

| 19,7 |

| 20,3 |

| 20,3 |

| 20,2 |

| 20,2 |

| 20,0 |

| 19,3 |

## Sonstiges
In einer Studie des Beratungsunternehmens Mercer zur Lebensqualität in 241 Städten der Welt belegte Bangui im Jahre 2023 den drittletzten Platz.

## Söhne und Töchter der Stadt
- Jean-Bédel Bokassa (1921–1996), Präsident und später Kaiser
- André Kolingba (1935–2010), Staatspräsident
- Élie Doté (* 1948), Politiker und Premierminister
- Faustin-Archange Touadéra (* 1957), Politiker und seit 2016 Präsident
- Anicet Lavodrama (* 1963), Basketballspieler
- Henri-Marie Dondra (* 1966), Politiker und Premierminister
- Bruno-Nazaire Kongaouin (* 1966), Basketballspieler
- Nathalie Tauziat (* 1967), französische Tennisspielerin
- Aubin-Thierry Goporo (* 1968), Basketballspieler
- Firmin Ngrébada (* 1968), Politiker
- Mickaël Conjungo (* 1969), Leichtathlet
- Richard Appora (* 1972), römisch-katholischer Ordensgeistlicher, Koadjutorbischof von Bambari
- Robert Dussey (* 1972), togoischer Philosoph, Hochschullehrer und Politiker
- Jean-Bédel Bokassa der Jüngere (* 1973), Thronfolger
- Hervé Youmbi (* 1973), Installations- und Videokünstler
- Maria-Joëlle Conjungo (* 1975), Leichtathletin
- Foxi Kéthévoama (* 1986), Fußballnationalspieler
- David Boui (* 1988), Taekwondoin
- Manassé Enza-Yamissi (* 1989), Fußballspieler
- Elisabeth Mandaba (* 1989), Leichtathletin
- Mapou Yanga-Mbiwa (* 1989), französisch-zentralafrikanischer Fußballspieler
- Francky-Edgard Mbotto (* 1997), Leichtathlet
- Judith Mbougnade (* 1998), Boxerin
- Sterling Yateke (* 1999), Fußballspieler
- Goduine Koyalipou (* 2000), französischer Fußballspieler
- Peter Guinari (* 2001), Fußballnationalspieler